# Themiste dehamata
Themiste dehamata är en stjärnmaskart som först beskrevs av Kesteven 1903.  Themiste dehamata ingår i släktet Themiste och familjen Themistidae. Inga underarter finns listade i Catalogue of Life.